# Carmen - fresterskan
Carmen - fresterskan (engelska: The Loves of Carmen) är en amerikansk romantisk dramafilm från 1948 i regi av Charles Vidor. Filmen är baserad på kortromanen Carmen av Prosper Mérimée från 1845. Den är en nyinspelning av The Loves of Carmen i regi av Raoul Walsh från 1927. I huvudrollerna som Carmen och hennes älskare Don José ses Rita Hayworth och Glenn Ford.

## Handling
Handlingen följer den klassiska operan Carmens berättelse. Carmen lockar en oskyldig soldat i fördärv och får honom avvisad från armén. Han tar då ut sin blodiga hämnd. 

## Rollista i urval
- Rita Hayworth - Carmen (sångröst dubbad av Anita Ellis)
- Glenn Ford - Don José
- Ron Randell - Andrés
- Victor Jory -  García
- Luther Adler - Dancaire
- Arnold Moss - överste
- Joseph Buloff - Remendado
- Margaret Wycherly - Old Crone
- Bernard Nedell - Pablo
- John Baragrey - Lucas

## Musik i filmen i urval
- "The Love of a Gypsy (Amor di Gitano)", text av Morris Stoloff & Fred Karger, framförd av Rita Hayworth (dubbad av Anita Ellis)